# Portal of I
Portal of I è il primo album in studio del gruppo musicale australiano Ne Obliviscaris, pubblicato il 7 maggio 2012 in Australia dalla Welkin Records e successivamente il 12 maggio 2012 nel resto del mondo dalla Code666.

## Tracce
Testi di Xenoyr, musiche dei Ne Obliviscaris.
1. Tapestry of the Starless Abstract – 12:02
2. Xenoflux – 10:00
3. Of the Leper Butterflies – 5:55
4. Forget Not – 12:02
5. And Plague Flowers the Kaleidoscope – 11:34
6. As Icicles Fall – 9:26
7. Of Petrichor Weaves Black Noise – 10:41

## Formazione
Gruppo
- Tim Charles – voce melodica, violino
- Xenoyr – voce death
- Matt Klavins – chitarra
- Benjamin Baret – chitarra solista
- Brendan "Cygnus" Brown – basso
- Daniel Presland – batteria

Produzione
- Tim Charles – produzione
- Troy McCosker – co-produzione, registrazione, ingegneria del suono
- Jens Bogren – missaggio, mastering